# رافائل بوو
رافائل بوو (انگلیسی: Raphael Bove؛ زادهٔ ۵ مارس ۱۹۷۷) بازیکن فوتبال اهل ایتالیا است.
از باشگاه‌هایی که در آن بازی کرده‌است می‌توان به باشگاه فوتبال داندی یونایتد، باشگاه فوتبال لیورنو، باشگاه فوتبال هیرنفین، و باشگاه فوتبال داندی اشاره کرد.
وی همچنین در تیم‌های ملی فوتبال Australia national under-20 soccer team، زیر ۲۳ سال استرالیا، و استرالیا بازی کرده‌است.